# Ентерококe отпорнe на ванкомицин
Ентерококe отпорнe на ванкомицин или ванкомицин резистентни  ентерококус ( ВРЕ) су бактерије из рода ентерокока које због своје отпорност на лек имају умањено антимикробно дејство односно не убијају или не инхибирају патогене ефекте бактерија код неких болести. Ентерококи отпорни на ванкомицин откривени су први пут 1985. године. Сви болесници за које се зна да су инфицирани или колонизовани ванкомицин резистентним ентерококом, потребно је да буду смештени у једнокреветне собе са властитим санитарним чвором или их треба груписати са болесницима инфицираним или колонизованим истим типом микроорганизма.

## Опште информације о ванкомицину
Ванкомицин је лек који се издаје на рецепт за лечење одређеног цревног стања (колитиса) које се ретко може десити након лечења антибиотицима. Ово стање узрокује дијареју и бол у трбуху. Када се ванкомицин узима орално, он остаје у цревима да заустави раст бактерија које узрокују ове симптоме. 
Овај антибиотик лечи само бактеријску инфекцију у цревима. Неће деловати код бактеријских инфекција у било ком другом делу тела или код вирусних инфекција (попут прехладе, грипа). 
Злоупотреб ванкомицина као и употреба било ког антибиотика када није потребан може проузроковати због настанка резистенције да он не делује код будућих инфекција.

## Опште информације о ентерокококама
Ентерококе су грам-позитивне округле бактерије које могу да насељавају слузокоже гастроинтестиналног и уринарног тракта код људи.  Ентерококе припадају нормалној цревној флори и њихов патогени потенцијал је мали. Међутим у одређеним условима као нпр. особе са ослабљеним имунитетом могу изазвати инфекције (најчешће ендокардитис, уретритис, сепсу). Ентерококе често изазивају болничке инфекције. Најпознатији представници ентерокока су:
- ентерококус фекалис (лат. Enterococcus faecalis)
- ентерококус фецијум (лат. Enterococcus faecium). Ове бактерије могу изазвати ендокардитис, уретритис, сепсу итд.

Како су ентерококе често резистентне на антибиотике, у пракси се морају комбиновати са другим лековима.

### Резистенција на ванкомицин
Са медицинског становишта, важна карактеристика овог рода је висок ниво унутрашње резистенције на антибиотике. Неки ентерококи су суштински отпорни на антибиотике на бази β-лактама (пеницилине, цефалоспорине, карбапенеме), као и на многе аминогликозиде.
У последње две деценије, посебно вирулентни сојеви ентерококуса који су отпорни на ванкомицин (ванкомицин резистентни  ентерококуса ВРЕ) појавиле су се у болничким инфекцијама код хоспитализованих пацијената, посебно у САД јавиле су с краја 20. века, да  би епидемија ВРЕ која је избила  2005. године у Сингапуру успешно заустављена.
Иако је кинупристин/далфопристин (Синерцид) раније био индикован за лечење ВРЕ у САД, одобрење ФДА за ову индикацију је повучено. Образложење за повлачење Синерцида за ВРЕ засновано је на слабој ефикасности код (лат. Enterococcus faecalis), што је укључено у велику већину случајева ВРЕ.
Такође се показало да тигециклин има антиентерококну активност, као и рифампицин.

## Врсте ентерококока отпорних на ванкомицин
Постоји 6 различитих типова ентерокока отпорних на ванкомицин: 
- Ван-А, који је отпоран и на ванкомицин и на теикопланин,
- Ван-Б, који је отпоран на ванкомицин, али осетљив на теикопланин,
- Ван-Ц, који је само делимично отпоран на ванкомицин, али је осетљив на теикопланин.
- Ван-Д,
- Ван-Е
- Ван-Ф.

Теикопланин и линезолид се обично користе за лечење инфекције ентерококама отпорним на ванкомицин.
Посебно су опасне код пацијенте са ослабљеним имунолошким системом. Значајне су и по томе што  имају способност да пренесу ген који носи евиденцију отпорности на ванкомицин на друге бактерије.

## Мере превенције
У раду са пацијентима зараженим ентерококама у здравственима установаме у циљу превенције и контроле ширења на ванкомицин резистентног ентерокока неоходно је применити следеће мере заштите:
- Заштитну опрему (мантил, маску и рукавица) требало би да носи свако ко је у контакту са инфицираним или колонизованим болесником и његовим окружењем,  пре уласка у просторију у којој је изолован болесник.
- Пре облачења заштитне опреме неопходно је извршити меру хигијене руку (прање водом и сапуном уз сушење руку папирним убрусом или дезинфекцију средством на бази алкохола).
- Након завршеног прегледа, неге оболелог,  неопходно је поштовати правилан редослед скидања заштитне опреме: (прво скинути рукавице и одложити их у за то намењену кесу, следи скидање мантила почевши од врата и рамена, затим окретање спољашње, контаминиране стране мантила унутра, његово пресавијање у пакет и одлагање у за то намењену кесу и на крају скинити капу и маску водећи рачуна да се не додирује спољна страна маске и одложити их у за то намењену кесу)
- Након скидања заштитне опреме извршити меру хигијене руку (прање водом и антимикробним сапуном, уз сушење руку папирним убрусом или дезинфекцију средством на бази алкохола).
- Након коришћења, прибор за једнократну употребу одложити као клинички отпад у одговарајуће вреће, које се морају затворити пре изношења из собе.
- Сав прибор за вишекратну употребу мора бити репроцесован према важећим препорукама.
- Неопходно је опрему типа стетоскопа, термометра, апарата за мерење крвног притиска после сваке употребе механички опрати и дезинфиковати алкохолом.
- Инструменти који се користе за промену завоја код једног болесника морају се стерилисати након сваке употребе.
- Потребно је знати да се на површинама и на намештају унутар собе налазе мултирезистентни микроорганизми, попут оних на болесницима.
- Сва постељина и одећа болесника мора се мењати дневно, одлагати у вреће за прљав веш које је потребно затворити пре изношења из собе, а потом без одлагања дистрибуирати у перионицу.
- Соба се мора свакодневно темељно очистити детерџентом и водом, а затим дезинфиковати свеже направљаним раствором хлора поштујући упутства произвођача (1:100). Намештај као и друге предмете у соби (сталак за инфузију, респиратор) дневно чистити мокром крпом и детерџентом, а затим дезинфиковати алкохолом.